# ليا بوشكوفيتش
ليا بوشكوفيتش هي لاعب كرة مضرب كرواتية، ولدت في 22 سبتمبر 1999 في زغرب في كرواتيا.

## وصلات خارجية
- ليا بوشكوفيتش على موقع رابطة محترفات التنس (الإنجليزية)
- ليا بوشكوفيتش على موقع الاتحاد الدولي لكرة المضرب (الإنجليزية)
- ليا بوشكوفيتش على موقع كأس بيلي جين كينغ (الإنجليزية)
- ليا بوشكوفيتش على موقع خلاصة التنس.كوم (الإنجليزية)